# Keiynan Lonsdale
Keiynan Lonsdale (nascido em 19 de dezembro de 1991) é um ator, cantor e dançarino australiano. Ele é mais conhecido por seu papel como o velocista Kid Flash em The Flash e na série Legends of Tomorrow, além de seu papel em Dance Academy em 2012 e 2013.

## Filmografia
| Ano       | Título                          | Papel                       | Nota                              |
| --------- | ------------------------------- | --------------------------- | --------------------------------- |
| 2007      | Razzle Dazzle: Rainhas da Dança | Dançarino da Miss Elizabeth | Telefilme                         |
| 2008      | All Saints                      | Corey                       | Serie - Episódio: Sons and Lovers |
| 2012-2013 | Dance Academy                   | Oliver Lloyd (Ollie)        | Série                             |
| 2015      | A Série Divergente: Insurgente  | Uriah Pedrad                | Filme                             |
| 2015-2017 | The Flash                       | Wally West/Kid Flash        | Série                             |
| 2016      | A Série Divergente: Convergente | Uriah Pedrad                | Filme                             |
| 2016      | Horas Decisivas                 | Eldon Hanon                 | Filme                             |
| 2017      | Dance Academy: O Filme          | Oliver Lloyd (Ollie)        | Filme                             |
| 2018      | Love, Simon                     | Bram Greenfeld (Blue)       | Filme                             |
| 2018      | Legends of Tomorrow             | Wally West/Kid Flash        | Série                             |
| 2020      | Love, Victor                    | Bram Greenfeld (Blue)       | Série                             |

## Ligações Externas
- Keiynan Lonsdale. no IMDb.